# Linaria karajensis
Linaria karajensis är en grobladsväxtart som beskrevs av Hamdi och Assadi. Linaria karajensis ingår i släktet sporrar, och familjen grobladsväxter. Inga underarter finns listade i Catalogue of Life.